# Dmitri Michailowitsch Kadenkow
Dmitri Michailowitsch Kadenkow (russisch Дмитрий Михайлович Каденков; * 3. Mai 1972 in Pensa, RSFSR, UdSSR) ist ein russischer Politiker. Seit September 2021 ist er Abgeordneter der russischen Duma.

## Leben
Kadenkow absolvierte 1993 ein Sportstudium an der Staatlichen Universität Pensa.
Zwischen 2003 und 2006 war er als Assistent des Gouverneurs der Oblast Pensa tätig. Von August 2007 bis Januar 2008 bekleidete Kadenkow den Posten des stellvertretenden Regierungschefs der Oblast Pensa.
Von 2009 bis 2021 war Kadenkow Chefinspekteur im Büro des bevollmächtigten Vertreters des russischen Präsidenten im Föderationskreis Wolga. Bei der Parlamentswahl im September 2021 wurde er als Abgeordneter in die russische Duma der 8. Einberufung gewählt.
Wegen des russischen Angriffskrieges gegen die Ukraine befindet sich Kadenkow seit März 2022 in der Sanktionsliste der EU.